# کلاوس گرونر
کلاوس گرونر (انگلیسی: Klaus Gruner؛ زادهٔ ۲۲ اوت ۱۹۵۲) بازیکن هندبال اهل آلمان بود.